# Српска радикална странка
Српска радикална странка (скраћено СРС) је политичка странка у Србији. Председник странке је Војислав Шешељ.
Основана је 1991. када су је покренули Војислав Шешељ и Томислав Николић. Током прве половине 1990-их, СРС је подржавала владајући режим Социјалистичке партије Србије. Имала је снажну подршку до избора 2000. када је претрпела тешки пораз, али је убрзо имала највише гласова почетком и средином 2000-их. Шешељ се добровољно предао Хашком трибуналу како би се самостално бранио од оптужби за ратне злочине и злочине против човечности за које је био осумњичен да је починио током рата у Хрватској и рата у Босни и Херцеговини. Николић је преузео дефакто вођство све док није напустио странку 2008.
Током Николићевог вођства, СРС се усредсређивала на српски национализам, као и антикорупцијску реторику. Због неслагања са Шешељем око приступања Србије Европској унији, Николић је са собом повео многе високе чланове СРС како би формирао Српску напредну странку (СНС), која је до 2012. постала владајућа странка у Србији. Након овога, Драган Тодоровић је преузео дефакто вођство, а странка је доживела велики пад. Убрзо након Шешељевог повратка у Србију 2014. године, СРС је повратила део своје популарности и освојила треће место на изборима 2016.
СРС подржава стварање Велике Србије. Изражава евроскептицизам и противи се приступању Србије Европској унији, док подржава успостављање ближих односа са Русијом. По друштвеним питањима, СРС подржава друштвени конзервативизам. Такође има локалне огранке у појединим суседним државама.

## Оснивање
Процес формирања Српске радикалне странке почео је иницијативом за оснивање Српског слободарског покрета, која је дошла од стране група идеолошких и политичких истомишљеника у Београду, 6. јануара 1990. године, потписивањем Оснивачког манифеста. Оснивачки конгрес Српског слободарског покрета одржан је 23. јануара 1990. године у Батајници и сматра се Првим отаџбинским конгресом Српске радикалне странке. Декларацијом о уједињењу Српског слободарског покрета и отцепљеног дела Српске народне обнове (странка која је настала из првог антикомунистичког удружења, друштва Сава у Новој Пазови, а коју је предводио Мирко Јовић, касније председник ове странке) на челу са Вуком Драшковићем, 14. марта 1990. године основан је Српски покрет обнове.
Српска радикална странка је основана у Крагујевцу 23. фебруара 1991. године. Настала је уједињавањем Српског четничког покрета (на чијем је челу био Војислав Шешељ) и највећег броја општинских одбора Народне радикалне странке (које је предводио Томислав Николић). На оснивачкој седници је за председника Српске радикалне странке изабран Војислав Шешељ, који је председник српских радикала и данас. Ова седница представља Други отаџбински конгрес Српске радикалне странке.

## Организација
Највиши орган Српске радикалне странке је Отаџбински конгрес, који се одржава редовно сваке четири године. Делегати Конгреса бирају председника странке и чланове Централне отаџбинске управе. Конгрес одлучује о Програму и Статуту Српске радикалне странке и дефинише смернице политичког деловања у наредном периоду.
Централна отаџбинска управа, коју сачињава 121 члан којег бира Конгрес, доноси најважније одлуке у области организације и функционисања Странке.
Председник Централне отаџбинске управе је Војислав Шешељ. Изабрани заменик председника био је Томислав Николић до 12. септембра 2008. године, односно искључења из странке због залагања за гласање за Споразум о стабилизацији и придруживању и покушаја промене идеологије странке. Потпредседници су Миљан Дамјановић, Вјерица Радета и Милорад Мирчић.
Генерални секретаријат на свом челу има генералног секретара, ког бира Централна отаџбинска управа, који именује два заменика и осам чланова Генералног секретаријата. Генерални секретар странке је Наташа Јовановић.
Извршни одбор Српске радикалне странке је орган територијалне организације Странке. Председник Извршног одбора је Ђурађ Јакшић.

### Српска радикална странка у Црној Гори
Првобитна Српска радикална странка у Црној Гори основана је 1992. године, под окриљем матичне Српске радикалне странке из Београда. Услед унутрашњих подела, странка је почетком 1996. године пререгистрована и од тада носи назив Српска радикална странка др Војислав Шешељ. Од свог оснивања, странка је самостално или у коалицији са другим програмски сродним странкама учествовала на парламентарним и локалним изборима у Црној Гори. Након 2000. године странка једно време је била под претњом забране, али је поново успостављена. Почевши од 2006. године, делује под називом Странка српских радикала (ССР). Председник странке је Душко Секулић. Странку српских радикала (ССР) не треба поистовећивати са "Српском радикалном странком" у Црној Гори, коју предводи Илија Дармановић.

### Српска радикална странка у Републици Српској
Оснивач и први председник СРС у Републици Српској је био проф. др Никола Поплашен, који је на изборима за предсједника Републике Српске 1998. године победио дотадашњу предсједницу Републике Српске проф. др Биљану Плавшић. Поплашен је обављао функцију предсједника Републике Српске од 4. новембра 1998. до 2. септембра 1999. године, када је смењен одлуком Високог представника у БиХ Карлоса Вестендорпа на основу бонских овлашћења.
Данас у Републици Српској постоје три странке које носе овај назив, а само једна има подршку централе из Београда:
1. Српска радикална странка је настала након раскола у Српској радикалној странци „Др Војислав Шешељ” 2014. године. Председник је Драган Ђурђевић, а седиште је у Бијељини. Од 2014. једина има подршку СРС-а и Војислава Шешеља.[2]
2. Српска радикална странка „Др Војислав Шешељ”, чији је председник Мирко Благојевић. У периоду 2004—2013. године имала подршку СРС-а и Војислава Шешеља.
3. Српска радикална странка Републике Српске настала је од регионалног одбора СРС-а. Председник је Миланко Михајлица, а седиште је у Бањој Луци. У раздобљу 1992—2004. године имала је подршку СРС-а и Војислава Шешеља.

### Српска радикална странка у Републици Српској Крајини
Српска радикална странка у Републици Српској Крајини основана је 13. маја 1992. године, на збору у Вуковару. Убрзо су основани месни одбори у Славонији, Барањи, Далмацији, Лици, Кордуну и Банији.
Српска радикална странка Републике Српске Крајине је више пута подржавала Српску демократску странку на изборима.
На председничким изборима у Републици Српској Крајини, 1993. године, Српска радикална странка је подржала кандидата Српске демократске странке Милана Бабића.
Након протеривања српског становништва из Крајине, у хрватској војној операцији Олуја, Српска радикална странка у Србији је помогла рад Владе Републике Српске Крајине у прогонству.

## Симболи
Грб Српске радикалне странке је двоглави бели орао са четири оцила на штиту и укрштеним мачевима у канџама.
Химна Српске радикалне странке јесте песма Спрем’те се спрем’те четници.
Крсна слава Српске радикалне странке је православни празник Света три јерарха, који се празнује 12. фебруара.
Дан Српске радикалне странке јесте 23. јануар, дан када је одржан оснивачки конгрес Српског слободарског покрета, односно првобитни назив Српске радикалне странке.

## Програм
Српска радикална странка у свом програму наводи, као најзначајнији политички циљ, стварање Велике Србије (границе Карлобаг—Огулин—Карловац—Вировитица). Према Шешељевим речима, концепт Велике Србије представља смисао постојања странке.
Српска радикална странка се противи уласку Србије у Европску унију и НАТО. Залаже се за сарадњу са Русијом до односа какве са њом имају неки њени суседи (Белорусија, Казахстан), те сарадњу са Кином и Покретом несврстаних; такође се залаже за обнову суверенитета Србије над Косовом и Метохијом и поштовањем резолуције 1244. Српска радикална странка као важна програмска опредељења истиче и борбу против корупције и организованог криминала, смањење незапослености и сиромаштва и поништавање спорних приватизација.

## Конгреси партије

### Пети отаџбински конгрес
Пети отаџбински конгрес Српске радикалне странке је одржан 23. јануара 2000. године у Сава центру у Београду. На њему је учествовало 817 делегата странке, а присуствовало је 3000 гостију. У радном председништву конгреса били су Војислав Шешељ, Томислав Николић, Никола Поплашен, Александар Вучић, Маја Гојковић, Драган Тодоровић, Момир Војводић, Мирко Благојевић, Јоргованка Табаковић, Гордана Булатовић, Драгољуб Стаменковић, Ратко Гонди, Гордана Поп Лазић, Зоран Красић, Огњен Тадић, Јован Дамјановић, Душко Секулић, Марко Спаић, Бранислав Блажић, Небојша Величковић и Стева Кесејић.

## Изборни резултати

### Председнички избори
Кандидат Српске радикалне странке за председника Србије на изборима који су одржани 21. септембра 1997. године је био Војислав Шешељ, а у првом изборном кругу најјачи противкандидат му је био Зоран Лилић, кандидат СПС-а. Шешељ је победио, али због излазности мање од 50% избори су поновљени. На поновљеним изборима 7. децембра СПС је имао другог кандидата Милана Милутиновића, који је победио у другом кругу 21. децембра, а излазност је била изнад 50%.
Кандидат Српске радикалне странке за председника Савезне републике Југославија на изборима 24. септембра 2000. био је Томислав Николић. Највећи број гласова на тим изборима освојили су Војислав Коштуница и Слободан Милошевић, а Николић је имао свега 5,88% гласова.
На новим изборима за председника Србије, први пут у другом кругу били су Војислав Коштуница и Мирољуб Лабус (13. октобра 2002. године), а на поновљеним изборима (децембра исте године) другог круга није ни било. Војислав Шешељ је тада оба пута заузео треће место. Идуће године, 16. новембра 2003. године, кандидат СРС на новим председничким изборима био је Томислав Николић и он је победио кандидата ДОС-а, Драгољуба Мићуновића, али му победа није призната због недовољног одзива бирача.
Кандидат Српске радикалне странке за председника Србије, Томислав Николић, на председничким изборима 13. јуна 2004. освојио је 30,60% и тиме победио у првом кругу, али је у другом кругу освојио 45,40% док је његов противкандидат Борис Тадић освојио 53,24% и постао председник Републике Србије.
Кандидат Српске радикалне странке за председника Србије Томислав Николић, на председничким изборима 20. јануара 2008. освојио је 40% гласова — што је било више од било ког другог кандидата, a у другом кругу избора његов противкандидат је поново био Борис Тадић. Други круг председничких избора је био одржан 3. фебруара, када је Борис Тадић однео још једну победу над кандидатом радикала.
| Избори | Кандидат          | #  | № гласова (1. круг) | %     | #  | № гласова (2. круг) | %     | Резултат     | Детаљи            |
| ------ | ----------------- | -- | ------------------- | ----- | -- | ------------------- | ----- | ------------ | ----------------- |
| 1990   | [а]Војислав Шешељ | 5. | 96.277              | 1,91  | —  | —                   | —     | није изабран |                   |
| 1997   | Војислав Шешељ    | 2. | 1.126.940           | 27,28 | 1. | 1.733.859           | 49,1  |              |                   |
| 1997   | Војислав Шешељ    | 2. | 1.227.076           | 32,19 | 2. | 1.383.868           | 37,57 | није изабран |                   |
| 2002   | Војислав Шешељ    | 3. | 845.308             | 23,24 | —  | —                   | —     |              |                   |
| 2002   | Војислав Шешељ    | 2. | 1.063.296           | 36,08 | —  | —                   | —     |              |                   |
| 2003   | Томислав Николић  | 1. | 1.166.896           | 46,23 | —  | —                   | —     |              |                   |
| 2004   | Томислав Николић  | 1. | 954.339             | 30,6  | 2. | 1.434.068           | 45,4  | није изабран |                   |
| 2008   | Томислав Николић  | 1. | 1.646.172           | 39,99 | 2. | 2.197.155           | 47,97 | није изабран |                   |
| 2012   | Јадранка Шешељ    | 7. | 147.793             | 3,78  | —  | —                   | —     | није изабран |                   |
| 2017   | Војислав Шешељ    | 5. | 149.578             | 4,47  | —  | —                   | —     | није изабран |                   |
| 2022   | Александар Вучић  | 1. | 2.224.914           | 60,01 | —  | —                   | —     | изабран      | подршка кандидату |

| Избори | Кандидат         | #  | № гласова (1. круг) | %    | # | № гласова (2. круг) | % | Резултат     |
| ------ | ---------------- | -- | ------------------- | ---- | - | ------------------- | - | ------------ |
| 2000   | Томислав Николић | 3. | 289.013             | 5,88 | — | —                   | — | није изабран |

### Парламентарни избори
| Избори | № гласова | % од важећих | № посланика | Влада            |
| ------ | --------- | ------------ | ----------- | ---------------- |
| 1992   | 1.066.765 | 22,58        | 73 / 250    | подршка Влади    |
| 1993   | 595.467   | 13,85        | 39 / 250    | опозиција        |
| 1997   | 1.162.216 | 28,12        | 82 / 250    | влада            |
| 2000   | 322.333   | 8,60         | 23 / 250    | опозиција        |
| 2003   | 1.056.256 | 27,61        | 82 / 250    | опозиција        |
| 2007   | 1.153.453 | 28,60        | 81 / 250    | опозиција        |
| 2008   | 1.219.436 | 29,46        | 78 / 250    | опозиција        |
| 2012   | 180.558   | 4,61         | 0 / 250     | ванпарламентарна |
| 2014   | 72.303    | 2,01         | 0 / 250     | ванпарламентарна |
| 2016   | 306.052   | 8,10         | 22 / 250    | опозиција        |
| 2020   | 65.954    | 2,05         | 0 / 250     | ванпарламентарна |
| 2022   | 82.066    | 2,22         | 0 / 250     | ванпарламентарна |
| 2023   | 55.782    | 1,50         | 0 / 250     | ванпарламентарна |

## Демографске карактеристике присталица
Резултати истраживања ЦеСИД-а из 2014. године о демографској структури присталица странака у Србији су показали да СРС у значајној већој мери подржавају мушкарци (67%), а да су присталице доминантно смештене у најстарије групе испитаника (46% старије од 60 година). Трећину бирача су чинили високообразовани грађани, трећину са завршеном средњом школом.
Симпатизери СРС доминантно припадају групи у којој је значајно изражен конформизам и ауторитарност. Такође, показују висок степен национализма и верске нетолеранције.
Према истраживању НСПМ-а из 2016. године СРС је имала равномерније распоређене бираче по старосним групама, а већина (62,5%) је била са средњом стручном спремом.

## Избори 2007.
Српска радикална странка је у 2007. години години била појединачно најјача политичка странка у Народној скупштини Републике Србије са 81 посланичким местом. Тај број, за један мањи од оног у претходном сазиву, обезбеђен је исходом ванредних избора за народне посланике одржаних 21. јануара те године.
Дана 8. маја 2007. године, заменик председника СРС и шеф посланичке групе радикала Томислав Николић, захваљујући гласовима коалиције Демократска странка Србије / Нова Србија и Социјалистичке партије Србије изабран је за председника Скупштине Србије. Међутим, након што је коалиција ДСС и НС постигла споразум са Демократском странком и Г17 плус о формирању Владе Србије, Николић је био принуђен да поднесе оставку 13. маја.

## Избори 2008.
У 2008. години, после председничких избора (када је Томислав Николић, са малом разликом, 3. фебруара у другом кругу изгубио од лидера демократа Бориса Тадића) и парламентарних избора (11. маја исте године), СРС је поново накратко била појединачно најјача политичка странка у парламенту са 78 посланичких места. Почетком септембра долази до великог раскола у странци због неслагања око Споразума о стабилизацији и придруживању са Европском унијом када су високи функционери странке у скупштини проклињали Томислава Николића. После подношења оставке на место заменика председника и место шефа посланичке групе, 5. септембра, Николић оснива засебан посланички круг под називом „Напред Србијо” (као изборни слоган). У посланички клуб прелази 18 посланика радикала међу којима су најпознатији Јоргованка Табаковић и генерал Божидар Делић, потпредседник Скупштине Србије. На седници Централне отаџбинске управе, 12. септембра, Томислав Николић и њему одани посланици су искључени из странке и средином октобра основали су нову — Српску напредну странку.
Српска радикална странка је између 2008. и 2012. била најјача опозициона странка у Скупштини Србије са 57 посланичких места.

### Раскол у странци
Раскол у Српској радикалној странци догодио се почетком септембра 2008. године и резултовао је оснивањем нове странке на српској политичкој сцени — Српске напредне странке.
За почетак септембра месеца била је заказана седница Скупштине Србије, на чијем дневном реду се нашао, између осталог, и Споразум о стабилизацији и придруживању Србије са Европском унијом. После неколико дана прихваћен је амандман радикала на Споразум, којим се каже да је Косово и Метохија саставни део Србије. Међутим, Председнички колегијум Српске радикалне странке 5. септембра (након налога лидера странке Војислава Шешеља) одбио је да да сагласност на то да СРС подржи Споразум у парламенту. Исте вечери, Томислав Николић поднео је оставку на функцију заменика председника странке и шефа посланичке групе. Три дана касније, 8. септембра, формирао је сопствену посланичку групу под називом „Напред Србијо”, којој је пришло 17 посланика радикала.
Централна отаџбинска управа Српске радикалне странке одржала је 12. септембра седницу на којој је једногласно донета одлука о искључењу Томислава Николића и њему оданих посланика из странке.
Тадашњи генерални секретар СРС, Александар Вучић, 15. септембра подноси оставку на све страначке функције. Ускоро је саопштио да се прикључује Томиславу Николићу у формирању Српске напредне странке, чија је оснивачка скупштина одржана 21. октобра.

## Избори 2012.

### Парламентарни избори
На парламентарне изборе 2012. године, Српска радикална странка је изашла доста ослабљена након раскола и одласка кључних функционера попут бившег заменика председника Томислава Николића и генералног секретара Александра Вучића, који су основали Српску напредну странку. Радикали су сваког дана организовали по један митинг у Србији, а свој завршни скуп организовали су на београдском Тргу Републике, 3. маја 2012. године. Носилац њихове изборне листе био је тадашњи потпредседник др Александар Мартиновић.
У изборној ноћи, Центар за слободне изборе и демократију је најпре рекао да се Српска радикална странка налази тачно на изборном цензусу од 5% гласова, те да се очекују нови резултати. На следећој конференцији, Марко Благојевић и Центар за слободне изборе и демократију саопштили су да Српска радикална странка ипак није успела да пређе изборни цензус; тако након 20 година постаје ванпарламентарна политичка партија.
Српска радикална странка је успела да пређе изборни цензус у АП Војводини, где је од 120 посланичких места добила 5.

### Председнички избори
Иако се дуго разматрало ко ће бити председнички кандидат Српске радикалне странке, а веровало се да ће то бити млади и перспективни потпредседник др Александар Мартиновић, управа странке је — на предлог председника Војислава Шешеља — прихватила кандидатуру његове супруге Јадранке Шешељ за највишу државну функцију.
Своју председничку кампању, Јадранка Шешељ је водила под слоганом „Верна Србији”. Почетком маја 2012. године, Јадранка Шешељ је објавила своју прву књигу Верна породици, верна Србији, чија је промоција одржана у Руском дому у Београду.
На председничким изборима, 6. маја 2012. године, Јадранка је освојила 3,78% гласова.

### Локални избори у Београду
Изборну листу Српске радикалне странке у Београду предводио је потпредседник странке Немања Шаровић.
Српска радикална странка није успела да пређе изборни цензус у Београду, тако да после дугог времена нема ниједног одборника у главном граду Србије.

## Избори 2014.
Дана 16. марта 2014. одржани су ванредни парламентарни избори у Србији, као и локални избори у Београду. На изборној листи СРС за парламентарне изборе нашли су се и Младен Обрадовић (лидер покрета „Србски образ”) и Иван Ивановић (лидер СНП „Наши”).
Странка СРС на парламентарним изборима поново није прешла цензус. Овај пут је освојила најмање гласова у својој историји — 2,01%. На локалним изборима у Београду, такође није прешла цензус, где је освојила 2,02% гласова.

## Издавачка делатност
Српска радикална странка, у складу са својим статутом, води и издавачку делатност преко предузећа „Друштво за производњу, издавачку делатност, трговину и услуге Велика Србија доо”, које је регистровано у Агенцији за привредне регистре 18. октобра 2000. године.
Ово предузеће пре свега издаје званично гласило Српске радикалне странке, новине Велика Србија, али се бави и издавањем сабраних дела др Војислава Шешеља, као и многобројних књига других чланова странке.

Сабрана дела Војислава Шешеља за сада обухватају више од 116 књига. Неке од њих су:
1. Време преиспитивања
2. Хајка на јеретика
3. Феноменологија балканског деспотизма
4. Велеиздајнички процес
5. Наркоманија Вука Манитога
6. Политика као изазов савести
7. Милан Панић мора пасти
8. На међународној сцени
9. Сучељавање са седмом силом
10. Народни трибун
11. Посланичке беседе
12. Филипике четничког војводе
13. Пали, жари, дедињски диздаре
14. Црвени тиранин са Дедиња
15. Да све српско буде као земунско
16. Промена по вољи народа
17. Без длаке на језику
18. Моћ аргумената
19. Фалсификована воља народа
20. Влада националног јединства
21. Србија под америчким бомбама
22. Док патриоте обнављају издајници разарају
23. Радикали се нису обрукали
24. Паклени планови Запада
25. Контрареволуционар у булдожеру револуције
26. Досманлијски зулум над Србијом
27. Континуитет радикалске доследности
28. Главни Милошевићев политички робијаш
29. Убиство министра одбране Павла Булатовића
30. Смежурано кенгурово мудо Кевин Паркер
31. Политички ортаклук курве дел Понте и курве дел Коштунице
32. Антихристов намесник зликовачки римски папа Бенедикт Шеснаести
33. Досманлијски сејмени на Правном факултету
34. Пропали пуч Томислава Николића, 2008. [PDF]
35. Хашки денунцијант Томислав Николић, 2009. [PDF]
36. Портпарол лоповске странке Александар Вучић, 2009. [PDF]
37. Српски Барон Минхаузен Александар Вучић, 2009. [PDF]
38. Санадерова мачкица Александар Вучић, 2010. [PDF]

## Активизам

### Влада Републике Српске Крајине у прогонству
Након операције хрватске војске и полиције „Олуја”, 1995. године, у којој је дошло до припајања територија Републике Српске Крајине у Републику Хрватску, стотине хиљада српских избеглица је кренуло у Србију. Са њима је кренула и њихова Влада Републике Српске Крајине, сада у прогонству. Пошто нису наишли на разумевање југословенских власти и председника Србије Слободана Милошевића, Влада Републике Српске Крајине у прогонству је добила помоћ од Српске радикалне странке, која јој је уступила просторије у својој централи у Земуну, где је Влада наставила свој рад. Српска радикална странка је данас једина партија која признаје и подржава рад ове Владе, чији је тренутни председник, члан СРС и народни посланик док је странка била парламентарна Милорад Буха.

### Подршка Садаму Хусеину
Делегација Српске радикалне странке на челу са њеним председником др Војиславом Шешељем, а коју су још чинили и генерални секретар Александар Вучић и високи функционер Драган Тодоровић, 2001. године, отишла је у посету председнику Ирака Садаму Хусеину, где су изразили велико поштовање према њему и ирачком народу у борби против САД и глобализма. Војислав Шешељ се, осим са Садамом Хусеином, сусрео и са председником спољнополитичког одбора Бааса Халидом ел Хашаријем, потпредседником Владе Ирака Тари Казис, те министром унутрашњих послова Ирака Мухамедом Зибадом.

### Подршка Муамеру ел Гадафију
За време грађанског рата у Либији, 2011. године — као и НАТО интервенције у истом сукобу —, Српска радикална странка је организовала скуп у Дому синдиката, 9. априла 2011. године, под називом „Митинг подршке либијском народу и њиховом вођи Муамеру ел Гадафију”. На митингу су говорили функционери Српске радикалне странке и либијски држављани, који су послали поруку подршке либијском вођи и пуковнику Муамеру ел Гадафију.

## Међународна сарадња

### Слободарска партија Аустрије
Слободарска партија Аустрије је маја 2008. године потписала споразум о сарадњи са Српском радикалном странком. Делегацију Слободарске партије предводио је лично њен председник Хајнц-Кристијан Штрахе, који је недуго после тога говорио на митингу Српске радикалне странке на Тргу Републике.

### Национални фронт (Француска)
Српска радикална странка има пријатељске односе са партијом Национални фронт у Француској, чији је оснивач Жан-Мари ле Пен, а тренутни председник његова ћерка Марин ле Пен.

### Праведна Русија
Делегација Српске радикалне странке је потписала споразум о сарадњи са Праведном Русијом, 28. јануара 2010. године. Делегација радикала је у Русији боравила од 27. до 30. јануара 2010. године, а чинили су је Драган Тодоровић и Дејан Мировић. У име Српске радикалне странке, споразум је потписао тадашњи потпредседник Драган Тодоровић, а у име Праведне Русије потписао га је Николај Левичев, шеф посланичке групе те странке у Руској думи.

### Либерално-демократска партија Русије
Лидер Српске радикалне странке Војислав Шешељ је велики пријатељ са лидером Либерално-демократске партије Русије Владимиром Жириновским. На позив Шешеља, Жириновски је више пута боравио у Србији деведесетих година.

## Руководство странке

### Председници
| Фотографија | Име и презиме           | Мандат |
| ----------- | ----------------------- | ------ |
|             | проф. др Војислав Шешељ | 1991-  |

### Генерални секретари
| Фотографија | Име и презиме       | Мандат                               |
| ----------- | ------------------- | ------------------------------------ |
|             | Александар Вучић    | 1995 - 2008                          |
|             | Елена Божић Талијан | 20. септембра 2008. - 11. маја 2012. |
|             | мр Ана Симоновић    | 26. маја 2012. - 2016.               |
|             | Наташа Јовановић    | 2016 - 2021.                         |

## Чланови
| - Војислав Шешељ — Оснивач и председник странке - Вјерица Радета — Потпредседник странке - Милорад Мирчић — Потпредседник странке и председник покрајинског одбора АП Војводине - Миљан Дамјановић — Потпредседник странке и председник окружног одбора Града Београда - Ђурађ Јакшић — Председник извршног одбора странке - Петар Јојић — Бивши савезни министар правде - Александар Шешељ — Заменик председника странке - Драган Ђурђевић — Председник странке у Републици Српској - Миљко Ристић - директор клиничког центра Србије - Милован Бојић - директор кардиоваскуларних болести Дедиње - Љиљана Михајловић - бивша чланица општинског већа општине Земун - Филип Стојановић - Бивши фудбалер - Сулејман Спахо - Србин муслиманске вероисповести, бивши посланик странке 2004-2012 - Лидија Вукићевић - глумица, бивша посланица странке 2004-2012 | - Томислав Николић - Александар Вучић - Маја Гојковић - Зоран Красић - Немања Шаровић - Божидар Делић - Небојша Стефановић - Драган Тодоровић - Јадранка Јоксимовић - Братислав Гашић - Лидија Вукићевић - Јово Остојић - Александар Стефановић - Јоргованка Табаковић - Александар Мартиновић - Борислав Пелевић - Милан Бачевић - Рада Трајковић - Бранислав Црнчевић - Оливер Антић - Синиша Вучинић - Игор Мировић - Никола Поплашен - Миланко Михајлица - Огњен Тадић - Радивој Раде Лесковац - Митар Максимовић Манда - Оливер Денис Барет - Раде Радовић - Драгољуб Симоновић |

## Странке које су настале из Српске радикалне странке
- Странка српских радикала
- Српска радикална странка „Др Војислав Шешељ”
- Српска радикална странка Републике Српске
- Српска напредна странка - Александар Вучић
- Српска странка Заветници - Милица Стаменковски
- Покрет Љубав, вера, нада - Немања Шаровић
- Увек за Србију - Зорана Михајловић, Станислава Пак